# Orbiter Boom Sensor System

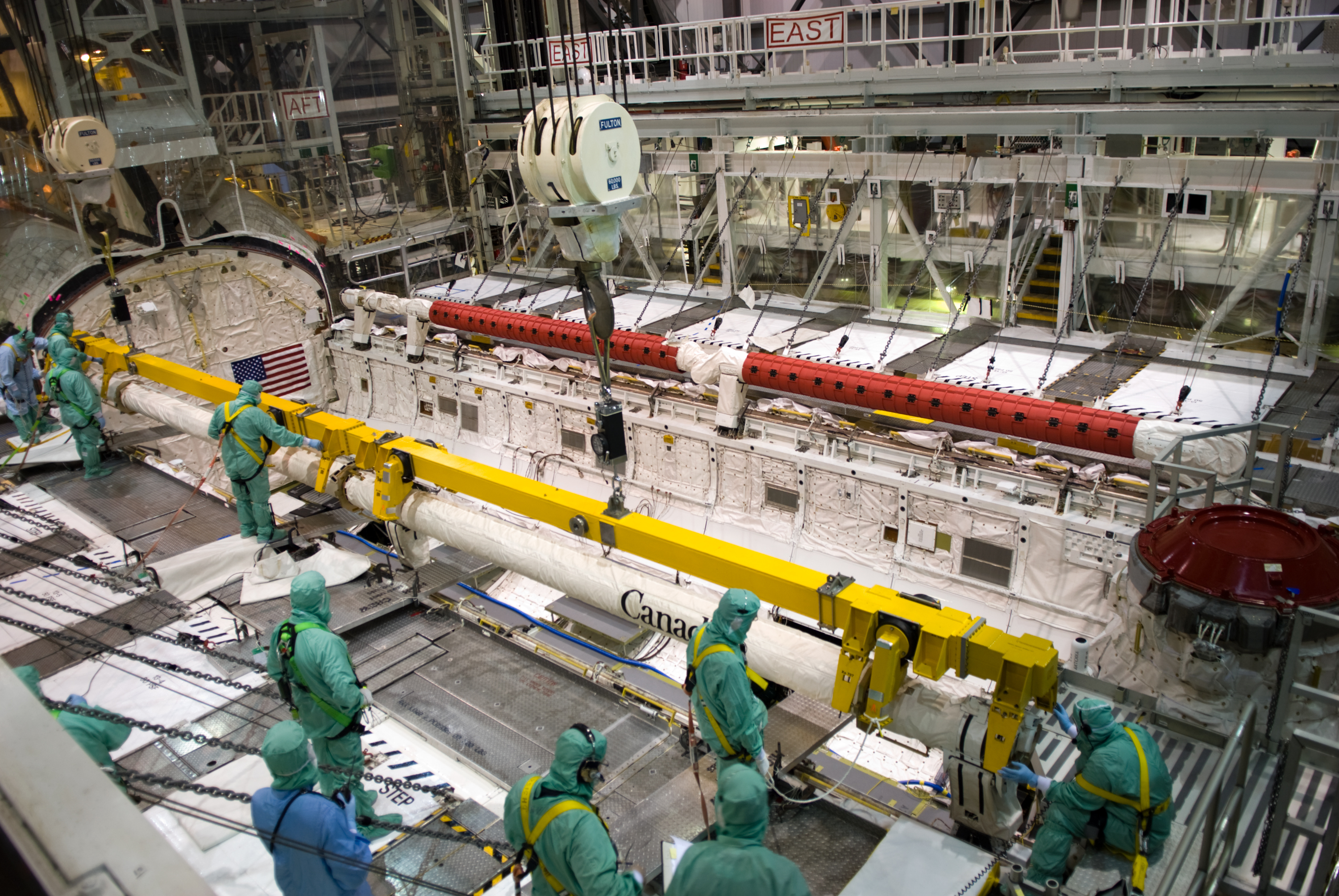
OBSS wird in Atlantis` Ladebucht installiert. Gegenüber befindet sich das RMS (Canadarm).

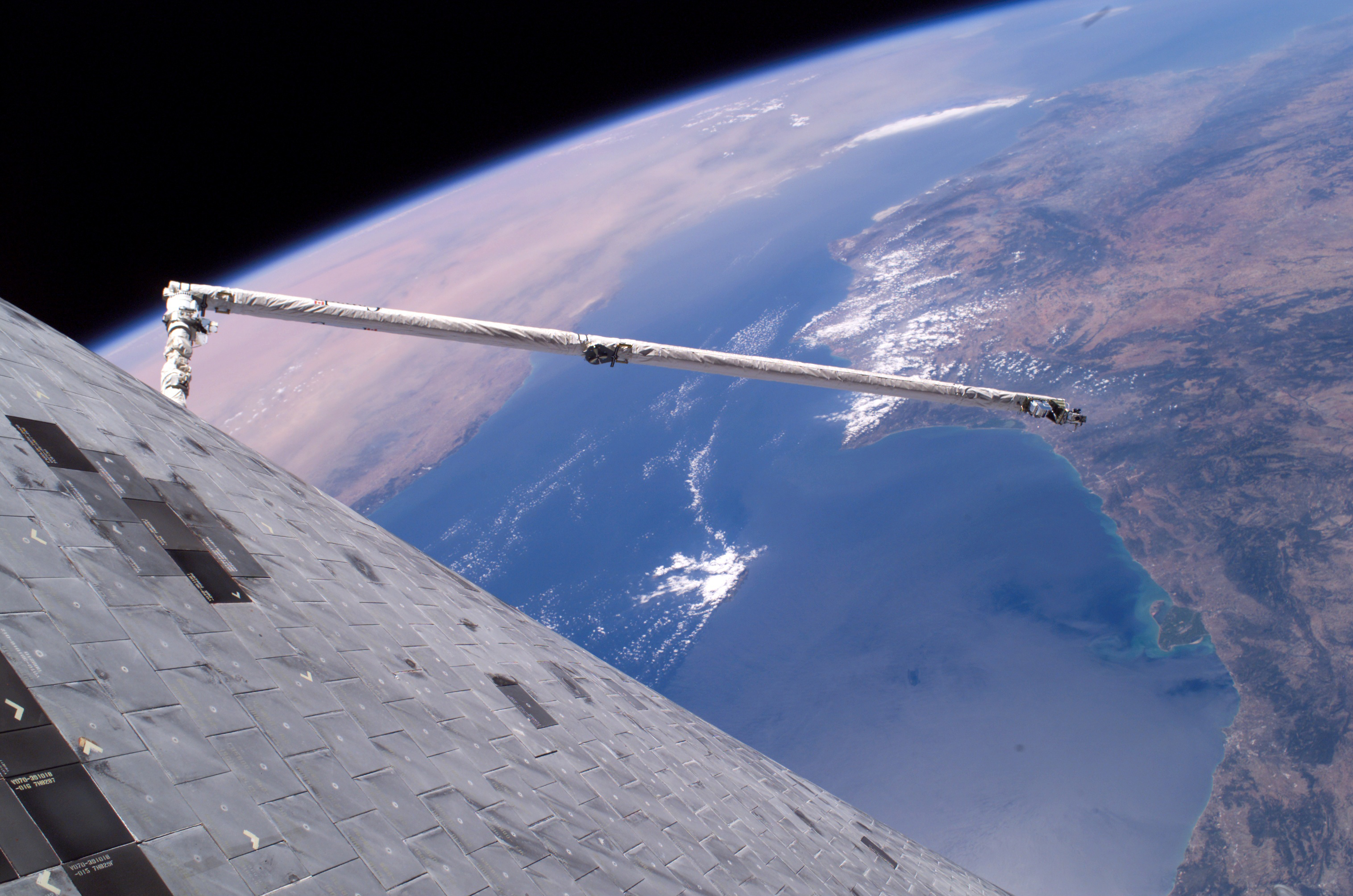
OBSS bei der Arbeit

Das Orbiter Boom Sensor System (OBSS, dt. Orbiter-Auslegersensorsystem) ist ein 15,33 Meter langer Ausleger mit einer Vielzahl von Instrumenten, der an das Remote Manipulator System (Canadarm) des Space Shuttles angebracht wurde. Jeder der Orbiter verfügte über sein eigenes OBSS. Der Ausleger wurde vom kanadischen Raumfahrtunternehmen MacDonald Dettwiler and Associates (MDA) entwickelt und gebaut.
Es wurde von der NASA zur Shuttle-Mission STS-114 eingeführt. Diese war die erste Mission des Space Shuttles nach dem Columbia-Unglück, bei dem ein Schaden am Hitzeschild zum Verglühen der Raumfähre und dem Tod der Besatzung führte. Um einer Wiederholung dieser Katastrophe vorzubeugen, wurde unter anderem das OBSS eingeführt, das der Besatzung die Inspektion des Hitzeschutzschildes (Thermal Protection System-TPS) im All ermöglicht.
Wäre bei solch einer Inspektion ein Schaden festgestellt worden, hätte die Crew diesen im Zuge eines Weltraumausstieges beheben können. Falls eine Reparatur des Problems im Orbit nicht möglich gewesen wäre, so war geplant, das Shuttle zur ISS zu steuern und dort auf das Eintreffen der Rettungsmission STS-3xx zu warten.
Die Instrumente des OBSS beinhalteten visuelle Kamerasysteme, den Laser Dynamic Range Imager (LDRI) sowie das Laser Camera System (LCS). Die Sensoren boten eine Auflösung von wenigen Millimetern und scannten mit einer Geschwindigkeit von rund 63 mm pro Sekunde.

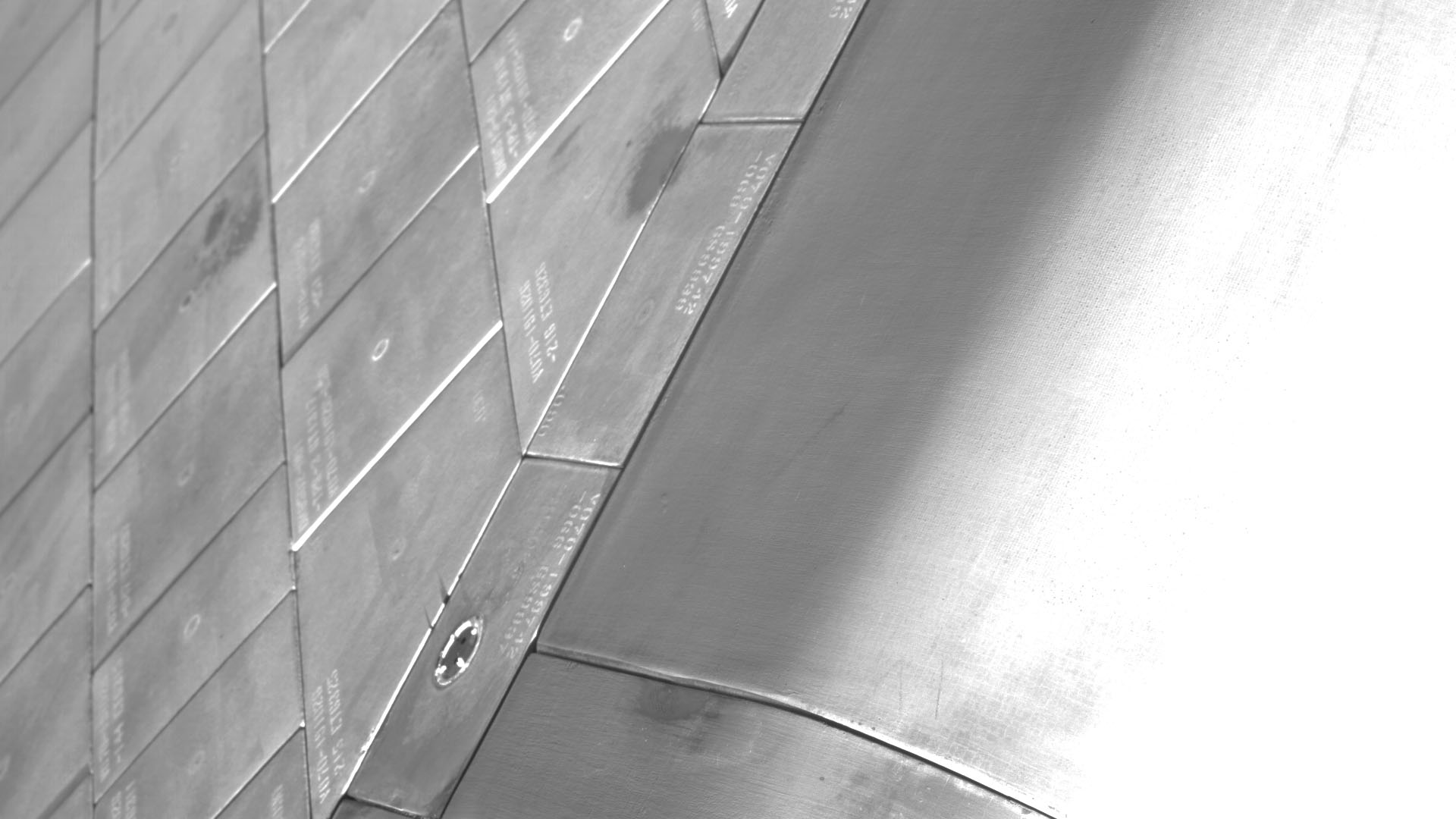
Inspektion des Hitzeschilds mittels Kamera (STS-130)

Das OBSS wurde routinemäßig benutzt, um die Flügelkanten, die Nase und die Mannschaftskabine des Shuttles nach jedem Start zu überprüfen. Wenn Flugingenieure durch die Kameraaufnahmen des Starts einen potentiellen Schaden an einer anderen Stelle des Orbiters vermuteten, so wurde auch diese mit Hilfe des OBSS inspiziert.
Bei Missionen zur ISS wurde der hintere Teil des Hitzeschilds zusätzlich durch das Rendezvous Pitch Maneuver überprüft.
Bei der Shuttle-Mission STS-134 wurde das OBSS der Endeavour an der Integrated Truss Structure der ISS installiert.
Es erhielt die Bezeichnung Enhanced International Space Station Boom Assembly.